# Јудел (Ајова)
Јудел (енгл. Udell) град је у америчкој савезној држави Ајова. По попису становништва из 2010. у њему је живело 47 становника.

## Демографија
Према попису становништва из 2010. у граду је живело 47 становника, што је -11 (-19.0%) становника више него 2000. године.
| Група             | 2000.      | 2010.      |
| Белци             | 51 (87,9%) | 45 (95,7%) |
| Афроамериканци    | 0 (0,0%)   | 0 (0,0%)   |
| Азијати           | 2 (3,4%)   | 0 (0,0%)   |
| Хиспаноамериканци | 2 (3,4%)   | 1 (2,1%)   |
| Укупно            | 58         | 47         |